# Union chrétienne-démocrate d'Allemagne (RDA)
Pour les articles homonymes, voir Coalition démocratique et CDU.
L'Union chrétienne-démocrate d'Allemagne (en allemand Christlich Demokratische Union Deutschlands, en abrégé CDU) était un parti politique actif en République démocratique allemande, à ne pas confondre avec le parti du même nom actif en Allemagne de l'Ouest.

## Histoire
La CDU est-allemande a été fondée en 1945, après la Seconde Guerre mondiale. Officiellement destiné à contribuer à la « réorganisation socialiste de la société », le parti présentait le socialisme marxiste comme la meilleure manière de réaliser les idéaux chrétiens de justice sociale. Membre du Front national, entité regroupant tous les partis politiques et organisations de masse du pays, au même titre que les communistes du Parti socialiste unifié d'Allemagne, au pouvoir en RDA, la CDU est-allemande faisait partie des mouvements politiques tolérés par le régime est-allemand afin de maintenir une apparence de multipartisme. 
Le parti comptait à la Volkskammer 52 représentants, lesquels votaient favorablement aux propositions avancées par le parti au pouvoir, à l'exception de la loi du 9 mars 1972 libéralisant l'avortement, dont le vote compta huit « non » et quatorze abstentions parmi les élus de la CDU. Gerald Götting, l'un des leaders du parti et qui fut son président à partir de 1966, occupa de 1963 à 1989 la fonction de vice-président du Conseil d'État de la République démocratique allemande.
En novembre 1989, avec l'écroulement du régime est-allemand, Gerald Götting fut démis de ses fonctions par les réformateurs du parti, et remplacé le mois suivant par l'avocat  Lothar de Maizière. En mars 1990, la CDU est-allemande, menant une coalition conservatrice avec l'Union sociale allemande (DSU) et le Renouveau démocratique (DA), baptisé l'« Alliance pour l'Allemagne » (Allianz für Deutschland), remporta les premières, et dernières, élections libres de RDA. Le cabinet de Maizière devint alors le premier et dernier gouvernement librement élu de la RDA. En octobre 1990, avec la réunification de l'Allemagne, la CDU est-allemande fusionna avec la CDU ouest-allemande alors que la RDA elle-même cessait d'exister.

## Présidents
| Photo | Nom                        | Début du mandat | Fin du mandat |
| ----- | -------------------------- | --------------- | ------------- |
|       | Andreas Hermes (1878–1964) | 1945            | 1945          |
|       | Jacob Kaiser (1888–1961)   | 1945            | 1947          |
|       | Otto Nuschke (1883-1957)   | 1948            | 1957          |
|       | August Bach (1897-1966)    | 1957            | 1966          |
|       | Gerald Götting (1923-2015) | 1966            | 1989          |
|       | Wolfgang Heyl (1921-2014)  | 1989 (intérim)  | 1989          |
|       | Lothar de Maizière (1940-) | 1989            | 1990          |

## Résultats

### Élections à la Volkskammer
| Élection | Voix                              | %                                 | Sièges    | +/–    |
| -------- | --------------------------------- | --------------------------------- | --------- | ------ |
| 1949     | au sein du Bloc démocratique (de) | au sein du Bloc démocratique (de) | 45 / 330  | –      |
| 1950     | au sein du Front national         | au sein du Front national         | 60 / 400  | 15     |
| 1954     | au sein du Front national         | au sein du Front national         | 45 / 466  | 15     |
| 1958     | au sein du Front national         | au sein du Front national         | 45 / 466  | Stable |
| 1963     | au sein du Front national         | au sein du Front national         | 45 / 434  | Stable |
| 1967     | au sein du Front national         | au sein du Front national         | 45 / 434  | Stable |
| 1971     | au sein du Front national         | au sein du Front national         | 45 / 434  | Stable |
| 1976     | au sein du Front national         | au sein du Front national         | 45 / 434  | Stable |
| 1981     | au sein du Front national         | au sein du Front national         | 52 / 500  | 7      |
| 1986     | au sein du Front national         | au sein du Front national         | 52 / 500  | Stable |
| 1990     | 4,710,598                         | 40.8%                             | 163 / 400 | 111    |